# Fundo Global para Mulheres
O Fundo Global para Mulheres (en: Global Fund for Women) é uma fundação sem fins lucrativos que financia iniciativas de direitos humanos das mulheres sediada em São Francisco, Califórnia. Foi fundada em 1987 pela neozelandesa Anne Firth Murray e cofundada por Frances Kissling e Laura Lederer para financiar iniciativas femininas em todo o mundo. Desde 1988, a fundação concedeu mais de 100 milhões de dólares em doações a mais de 4.000 organizações que apoiam os direitos progressistas das mulheres em mais de 170 países.

## História
Foi em 1988 que o Fundo Global para Mulheres concedeu os primeiros subsídios a oito donatários, em um total de 31.000 dólares. Em setembro de 1996, Anne Murray se aposentou e foi sucedida por Kavita N. Ramdas, que encerrou seu mandato de catorze anos em setembro de 2010 e foi sucedida por Musimbi Kanyoro em agosto de 2011. Em setembro de 2005, o Fundo Global para Mulheres criou o Fundo de Legado, que é a maior doação do mundo dedicada exclusivamente aos direitos das mulheres. Ela doa mais de 8,5 milhões de dólares anualmente para organizações lideradas por mulheres.
Em cooperação com outras instituições, a fundação lançou em 2016 a Plataforma de Mulheres para o Contexto para a Paz, a Segurança e a Cooperação, uma plataforma voltada para a inclusão das mulheres nas negociações de paz entre os países da região de Grandes Lagos, África.
No mesmo ano a fundação, que conta com a brasileira Jurema Werneck no quadro da diretoria, publicou uma carta aberta no jornal estadunidense The New York Times criticando o ministério do então presidente do Brasil, Michel Temer.
Em 2020, com a crise pandêmica, o Fundo Global participou da Cúpula das Mulheres organizada pela WISE (Women Invested to Save Earth), que lançou iniciativas globais para a recuperação econômica pós-COVID.

## Causas e iniciativas
As principais causas para as quais os fundos são deirecionados são:
- Acesso à educação
- Participação Cívica e Política
- Justiça Econômica e Ambiental
- Saúde e direitos sexuais
- Paz e violência de gênero
- Filantropia de Mudança Social
- Mulheres desmantelando o militarismo